# Spinnskum
Spinnskum beskriver den 4-dimensionella (3+1) geometrin i kvantgravitationen, till skillnad från spinn-nätverken som beskriver den 3-dimensionella (2+1) kvantgravitationen. Lite förenklat kan man säga att spinn-nätverken beskriver kvanttillståndet för rummets geometri medan spinnskum beskriver kvanttillståndet för rumtidens geometri. 
Både spinnskum och spinn-nätverk beskrivs med grafer som liknar varandra. Grafen för spinnskummet är en vidareutveckling av spinn-nätverkets graf på sådant sätt att den endimensionella kanten blir en tvådimensionell yta medan noden blir en kant. Det som nu blir nod i spinnskummets graf motsvarar spinn-nätverkets förändring i tiden. Grafen utvecklas i tiden på samma sätt som rummets geometri förändras då materia och energi ändras i den allmänna relativitetsteorin. 
Resonemanget medför att även tiden blir till diskreta enheter, plancktiden, som är 10-43 s. Plancktid är den tid en foton behöver för att korsa det minsta volympaketet. Beskrivet i grafen innebär detta att varje gång det sker en förändring i spinnskummet tickar klockan ett tick, 10-43 s. Eftersom det är ett nätverk av kanter och noder innebär det att ett enormt antal lokala klockor finns där.
För att förenkla och koppla till en mer vardaglig företeelse kan man se det hela som en film. Filmen består av filmrutor och mellan filmrutorna finns inget. Då filmen visas, det vill säga varje gång det sker en förändring från en ruta till en annan, tickar tiden fram. Trots att filmrutorna kan beskrivas som diskreta delar upplever vi filmen, tiden, som kontinuerlig. Så tiden går varje gång det inträffar en förändring i nätverket. 